# Démographie d'Ille-et-Vilaine
La démographie d'Ille-et-Vilaine est caractérisée par une densité forte et une population jeune qui croît depuis les années 1920.
Avec ses 1 109 232 habitants en 2022, le département français d'Ille-et-Vilaine se situe en 21e position sur le plan national.
En six ans, de 2015 à 2021, sa population s'est accrue de près de 55 500 unités, c'est-à-dire de plus ou moins 9 300 personnes par an. Mais cette variation est différenciée selon les 332 communes que comporte le département.
La densité de population d'Ille-et-Vilaine, 163,7 habitants par kilomètre carré en 2022, est 50 % supérieure à celle de la France entière qui est de 107,1 hab./km2 pour la même année. 

## Évolution démographique du département d'Ille-et-Vilaine
La population du département a évolué en « dents de scie » durant le XIXe siècle et au début du XXe siècle, ce jusqu'en 1921. L'évolution est alors similaire à celle du reste de la Bretagne.
Depuis 1921, la population n'a cessé de s'accroître, passant de 558 574 habitants à 955 846 en 2007 (soit + 71 % en trois générations). Depuis 1997, l'Ille-et-Vilaine est le département le plus peuplé de la Bretagne. La progression, très soutenue durant les années 1980 et 1990, est cependant ralentie depuis le milieu des années 2000. En 2011, le département a dépassé le million d'habitants.
Entre 1990 et 1999, la population a augmenté au taux annuel moyen de + 0,97 %, soit la 7e progression française. Durant cette période, il y a équilibre entre le solde naturel (+ 34 874 hab) et le solde migratoire (+ 33 941 hab). 
Entre 1990 et 1999 comme entre 1999 et 2006, l'aire urbaine rennaise est en 3e position française en termes de croissance  démographique, après Toulouse et Montpellier. La proportion des moins de 20 ans est nettement supérieure à la moyenne nationale, surtout dans l'arrondissement de Rennes et l'aire urbaine de Vitré. La jeunesse de la population est principalement due à la fonction universitaire de Rennes. 
L'agglomération de Rennes regroupe plus du tiers de la population totale du département. Certaines communes péri-urbaines, comme Bruz, ont vu leur population doubler entre 1990 et 2006.  
Le dynamisme de Vitré et de Redon est dû au développement de leur tissu industriel. 
Saint-Malo et Dinard bénéficient de l'attraction touristique et de l'installation de retraités sur la Côte d'Émeraude. La population de Saint-Malo reste néanmoins en forte diminution, contrairement à ses périphéries. 
Le Pays de Fougères a longtemps perdu des habitants, à cause de son enclavement et de difficultés économiques persistantes depuis trente ans. La population semble cependant stabilisée aujourd'hui dans la ville centre et augmente dans les communes limitrophes.
Les zones les moins peuplées du département se situent au nord, autour d'Antrain, de Louvigné-du-Désert, et au sud-ouest autour de Maure-de-Bretagne. 
En 2022, le département comptait 1 109 232 habitants, en évolution de +5,46 % par rapport à 2016 (France hors Mayotte : +2,11 %).
| 1791 | 1801    | 1806    | 1821    | 1826    | 1831    | 1836    | 1841    | 1846    |
| ---- | ------- | ------- | ------- | ------- | ------- | ------- | ------- | ------- |
| -    | 488 846 | 508 192 | 533 207 | 553 453 | 547 052 | 547 249 | 549 217 | 562 958 |

| 1851    | 1856    | 1861    | 1866    | 1872    | 1876    | 1881    | 1886    | 1891    |
| ------- | ------- | ------- | ------- | ------- | ------- | ------- | ------- | ------- |
| 574 618 | 580 898 | 584 930 | 592 609 | 589 532 | 602 712 | 615 480 | 621 384 | 626 875 |

| 1896    | 1901    | 1906    | 1911    | 1921    | 1926    | 1931    | 1936    | 1946    |
| ------- | ------- | ------- | ------- | ------- | ------- | ------- | ------- | ------- |
| 622 039 | 613 567 | 611 805 | 608 021 | 558 574 | 561 688 | 562 558 | 565 766 | 578 246 |

| 1954    | 1962    | 1968    | 1975    | 1982    | 1990    | 1999    | 2006    | 2011    |
| ------- | ------- | ------- | ------- | ------- | ------- | ------- | ------- | ------- |
| 586 812 | 614 268 | 652 722 | 702 199 | 749 764 | 798 718 | 867 533 | 945 851 | 996 439 |

| 2016      | 2021      | 2022      | - | - | - | - | - | - |
| --------- | --------- | --------- | - | - | - | - | - | - |
| 1 051 779 | 1 098 325 | 1 109 232 | - | - | - | - | - | - |

## Population par divisions administratives

### Arrondissements
Le département d'Ille-et-Vilaine comporte quatre arrondissements. La population se concentre principalement sur l'arrondissement de Rennes, qui recense 58 % de la population totale du département en 2022, avec une densité de 288,1 hab./km2, contre 17 % pour l'arrondissement de Fougères-Vitré, 16 % pour celui de Saint-Malo et 10 % pour celui de Redon.
| Arrondissement  | Population(2022) | Variation(2022/2016)                       | Superficie(km2) | Densité(hab./km2) |
| --------------- | ---------------- | ------------------------------------------ | --------------- | ----------------- |
| Rennes          | 641 930          | en évolution de +7,04 % par rapport à 2016 | 2 228,4         | 288,1             |
| Fougères-Vitré  | 188 154          | en évolution de +2,24 % par rapport à 2016 | 2 173,2         | 86,6              |
| Saint-Malo      | 173 375          | en évolution de +4,53 % par rapport à 2016 | 1 070,6         | 161,9             |
| Redon           | 105 773          | en évolution de +3,54 % par rapport à 2016 | 1 302,6         | 81,2              |
| Source : Insee. |                  |                                            |                 |                   |

### Communes de plus de10 000 habitants
| Rennes Fougères Redon Saint-Malo Dol-de-Bretagne Dinard Combourg Saint-Brice-en-Coglès Saint-Aubin-du-Cormier Liffré Châtillon-en-Vendelais Vitré Châteaugiron Janzé La Guerche-de-Bretagne Martigné-Ferchaud Bain-de-Bretagne Maure-de-Bretagne Messac Langon Plélan-le-Grand Bruz Montfort-sur-Meu Saint-Méen-le-Grand Melesse |

| Rennes Fougères Redon Saint-Malo Dol-de-Bretagne Dinard Combourg Saint-Brice-en-Coglès Saint-Aubin-du-Cormier Liffré Châtillon-en-Vendelais Vitré Châteaugiron Janzé La Guerche-de-Bretagne Martigné-Ferchaud Bain-de-Bretagne Maure-de-Bretagne Messac Langon Plélan-le-Grand Bruz Montfort-sur-Meu Saint-Méen-le-Grand Melesse |

Sur les 332 communes que comprend le département d'Ille-et-Vilaine, 125 ont en 2021 une population municipale supérieure à 2 000 habitants, 42 ont plus de 5 000 habitants, douze ont plus de 10 000 habitants et deux ont plus de 25 000 habitants : Rennes et Saint-Malo.
Les évolutions respectives des communes de plus de 10 000 habitants sont présentées dans le tableau ci-après.
| Commune                   | Population(2022) | Variation(2022/2016)                        | Superficie(km2) | Densité(hab./km2) |
| ------------------------- | ---------------- | ------------------------------------------- | --------------- | ----------------- |
| Rennes                    | 227 830          | en évolution de +5,35 % par rapport à 2016  | 50,39           | 4 521,3           |
| Saint-Malo                | 47 255           | en évolution de +2,72 % par rapport à 2016  | 36,58           | 1 291,8           |
| Fougères                  | 20 602           | en évolution de +2,02 % par rapport à 2016  | 10,46           | 1 969,6           |
| Bruz                      | 19 667           | en évolution de +8,69 % par rapport à 2016  | 29,95           | 656,7             |
| Vitré                     | 18 892           | en évolution de +5,64 % par rapport à 2016  | 37,03           | 510,2             |
| Cesson-Sévigné            | 18 076           | en évolution de +4,06 % par rapport à 2016  | 32,14           | 562,4             |
| Saint-Jacques-de-la-Lande | 13 593           | en évolution de +5,23 % par rapport à 2016  | 11,83           | 1 149             |
| Betton                    | 12 775           | en évolution de +13,84 % par rapport à 2016 | 26,73           | 477,9             |
| Pacé                      | 11 815           | en évolution de +0,43 % par rapport à 2016  | 34,94           | 338,2             |
| Châteaugiron              | 10 688           | en évolution de +9,08 % par rapport à 2016  | 23,52           | 454,4             |
| Chantepie                 | 10 378           | en évolution de −0,01 % par rapport à 2016  | 11,98           | 866,3             |
| Dinard                    | 10 407           | en évolution de +2,9 % par rapport à 2016   | 7,84            | 1 327,4           |
| Source : Insee.           |                  |                                             |                 |                   |

## Structures des variations de population

### Soldes naturels et migratoires depuis 1968
La variation moyenne annuelle est positive depuis les années 1970, mais décroissante, passant de 1,1 à 0,9 %.
Le solde naturel annuel qui est la différence entre le nombre de naissances et le nombre de décès enregistrés au cours d'une même année, est décroissant, passant de 0,8 à 0,3 %. La baisse du taux de natalité, qui passe de 18,6 à 11,0 ‰, est en fait compensée par une baisse plus faible du taux de mortalité, qui parallèlement passe de 10,5 à 8,0 ‰.
Le flux migratoire reste positif sur la période courant de 1968 à 2021. Le taux annuel croît, passant de 0,3 à 0,6 %, la plus forte croissance se situant sur la période 1982-2010.
| Indicateurs démographiques                       | 1968 à1975 | 1975 à1982 | 1982 à1990 | 1990 à1999 | 1999 à2010 | 2010 à2015 | 2015 à2021 |
| ------------------------------------------------ | ---------- | ---------- | ---------- | ---------- | ---------- | ---------- | ---------- |
| Variation annuelle moyenne de la population en % | 1,1        | 0,9        | 0,8        | 0,9        | 1,2        | 1,1        | 0,9        |
| - due au solde naturel en %                      | 0,8        | 0,6        | 0,5        | 0,5        | 0,6        | 0,5        | 0,3        |
| - due au solde apparent des entrées sorties en % | 0,3        | 0,4        | 0,3        | 0,5        | 0,6        | 0,6        | 0,6        |
| Taux de natalité en ‰                            | 18,6       | 15,7       | 14,0       | 12,9       | 13,3       | 12,7       | 11,0       |
| Taux de mortalité en ‰                           | 10,5       | 9,9        | 9,0        | 8,2        | 7,8        | 7,6        | 8,0        |
| Source : Insee.                                  |            |            |            |            |            |            |            |

### Mouvements naturels sur la période 2014-2022
En 2014, 12 555 naissances ont été dénombrées contre 7 847 décès. Le nombre annuel des naissances a diminué depuis cette date, passant à 11 349 en 2022, indépendamment à une augmentation, mais relativement faible, du nombre de décès, avec 9 502 en 2022. Le solde naturel est ainsi positif et diminue, passant de 4 708 à 1 847.
Pour des raisons techniques, il est temporairement impossible d'afficher le graphique qui aurait dû être présenté ici.

## Densité de population
En 2021, la densité était de 162,1 hab./km2.
| 1968 |  | 96.3 |  |

| 1975 |  | 103.6 |  |

| 1982 |  | 110.7 |  |

| 1990 |  | 117.9 |  |

| 1999 |  | 128.1 |  |

| 2010 |  | 145.9 |  |

| 2015 |  | 153.9 |  |

| 2021 |  | 162.1 |  |

## Répartition par sexes et tranches d'âges
La population du département est plus jeune qu'au niveau national.
En 2021, le taux de personnes d'un âge inférieur à 30 ans s'élève à 37,9 %, soit au-dessus de la moyenne nationale (35,1 %). À l'inverse, le taux de personnes d'âge supérieur à 60 ans est de 23,9 % la même année, alors qu'il est de 26,6 % au niveau national.
En 2021, le département comptait 536 227 hommes pour 562 098 femmes, soit un taux de 51,18 % de femmes, légèrement inférieur au taux national (51,61 %).
Les pyramides des âges du département et de la France s'établissent comme suit.
| Hommes | Classe d’âge | Femmes |
| ------ | ------------ | ------ |
| 0,7    | 90 ou +      | 1,8    |
| 6,3    | 75-89 ans    | 8,7    |
| 14,5   | 60-74 ans    | 15,6   |
| 19,6   | 45-59 ans    | 18,8   |
| 19,5   | 30-44 ans    | 18,7   |
| 20,2   | 15-29 ans    | 19     |
| 19,1   | 0-14 ans     | 17,4   |

| Hommes | Classe d’âge | Femmes |
| ------ | ------------ | ------ |
| 0,7    | 90 ou +      | 1,9    |
| 7,0    | 75-89 ans    | 9,5    |
| 16,6   | 60-74 ans    | 17,5   |
| 20,0   | 45-59 ans    | 19,5   |
| 18,8   | 30-44 ans    | 18,3   |
| 18,3   | 15-29 ans    | 16,7   |
| 18,6   | 0-14 ans     | 16,7   |

## Répartition par catégories socioprofessionnelles
La catégorie socioprofessionnelle des professions intermédiaires est surreprésentée par rapport au niveau national. Avec 15,6 % en 2021, elle est 1,2 points au-dessus du taux national (14,4 %). La catégorie socioprofessionnelle des retraités est quant à elle sous-représentée par rapport au niveau national. Avec 25,4 % en 2021, elle est 1,4 points en dessous du taux national (26,8 %).
| Catégorie socioprofessionnelle                    | 2015    | 2015 | 2021    | 2021 | Détails de l'année 2021 | Détails de l'année 2021 | Détails de l'année 2021            | Détails de l'année 2021            | Détails de l'année 2021            |
| Catégorie socioprofessionnelle                    | Nb      | %    | Nb      | %    | Hommes                  | Femmes                  | Part en % de la population âgée de | Part en % de la population âgée de | Part en % de la population âgée de |
| Catégorie socioprofessionnelle                    | Nb      | %    | Nb      | %    | Hommes                  | Femmes                  | 15 à 24 ans                        | 25 à 54 ans                        | 55 ans ou +                        |
| ------------------------------------------------- | ------- | ---- | ------- | ---- | ----------------------- | ----------------------- | ---------------------------------- | ---------------------------------- | ---------------------------------- |
| Agriculteurs exploitants                          | 10 269  | 1,2  | 8 797   | 1,0  | 6 201                   | 2 596                   | 0,1                                | 1,4                                | 0,9                                |
| Artisans, commerçants, chefs d'entreprise         | 26 338  | 3,1  | 30 468  | 3,4  | 20 953                  | 9 516                   | 0,5                                | 5,4                                | 2,1                                |
| Cadres et professions intellectuelles supérieures | 82 377  | 9,8  | 101 286 | 11,2 | 59 500                  | 41 785                  | 2,9                                | 19,1                               | 4,9                                |
| Professions intermédiaires                        | 128 131 | 15,2 | 141 409 | 15,6 | 64 256                  | 77 153                  | 8,8                                | 25,9                               | 5,7                                |
| Employés                                          | 133 601 | 15,9 | 135 414 | 15,0 | 33 660                  | 101 754                 | 14,4                               | 22,1                               | 6,2                                |
| Ouvriers                                          | 112 064 | 13,3 | 112 656 | 12,5 | 87 620                  | 25 036                  | 12,0                               | 18,6                               | 4,8                                |
| Retraités                                         | 215 626 | 25,6 | 229 534 | 25,4 | 102 704                 | 126 829                 | 0,0                                | 0,1                                | 69,4                               |
| Autres personnes sans activité professionnelle    | 134 001 | 15,9 | 144 033 | 15,9 | 60 991                  | 83 041                  | 61,3                               | 7,4                                | 6,0                                |
| Ensemble                                          | 842 407 | 100  | 903 597 | 100  | 435 886                 | 467 711                 | 100                                | 100                                | 100                                |
| Sources : Insee,.                                 |         |      |         |      |                         |                         |                                    |                                    |                                    |